# Hector Raemaekers
Hector Raemaekers (ur. 7 września 1883 w Diest – zm. 3 grudnia 1963) – belgijski piłkarz grający na pozycji obrońcy. Był reprezentantem Belgii.

## Kariera klubowa
Całą swoją karierę piłkarską Raemaekers spędził w klubie Racing Club de Bruxelles, w którym zadebiutował w sezonie 1902/1903 w pierwszej lidze belgijskiej i grał w nim do 1920 roku. Wraz z Racingiem dwukrotnie wywalczył mistrzostwo Belgii w sezonach 1902/1903 i 1907/1908 oraz dwukrotnie wicemistrzostwo w sezonach 1904/1905 i 1906/1907. Zdobył też Puchar Belgii w sezonie 1911/1912.

## Kariera reprezentacyjna
W reprezentacji Belgii Raemaekers zadebiutował 30 kwietnia 1905 w przegranym 1:4 meczu Coupe Van den Abeele z Holandią, rozegranym w Antwerpii. Od 1905 do 1913 rozegrał w kadrze narodowej 12 meczów.